# Wetzhausen

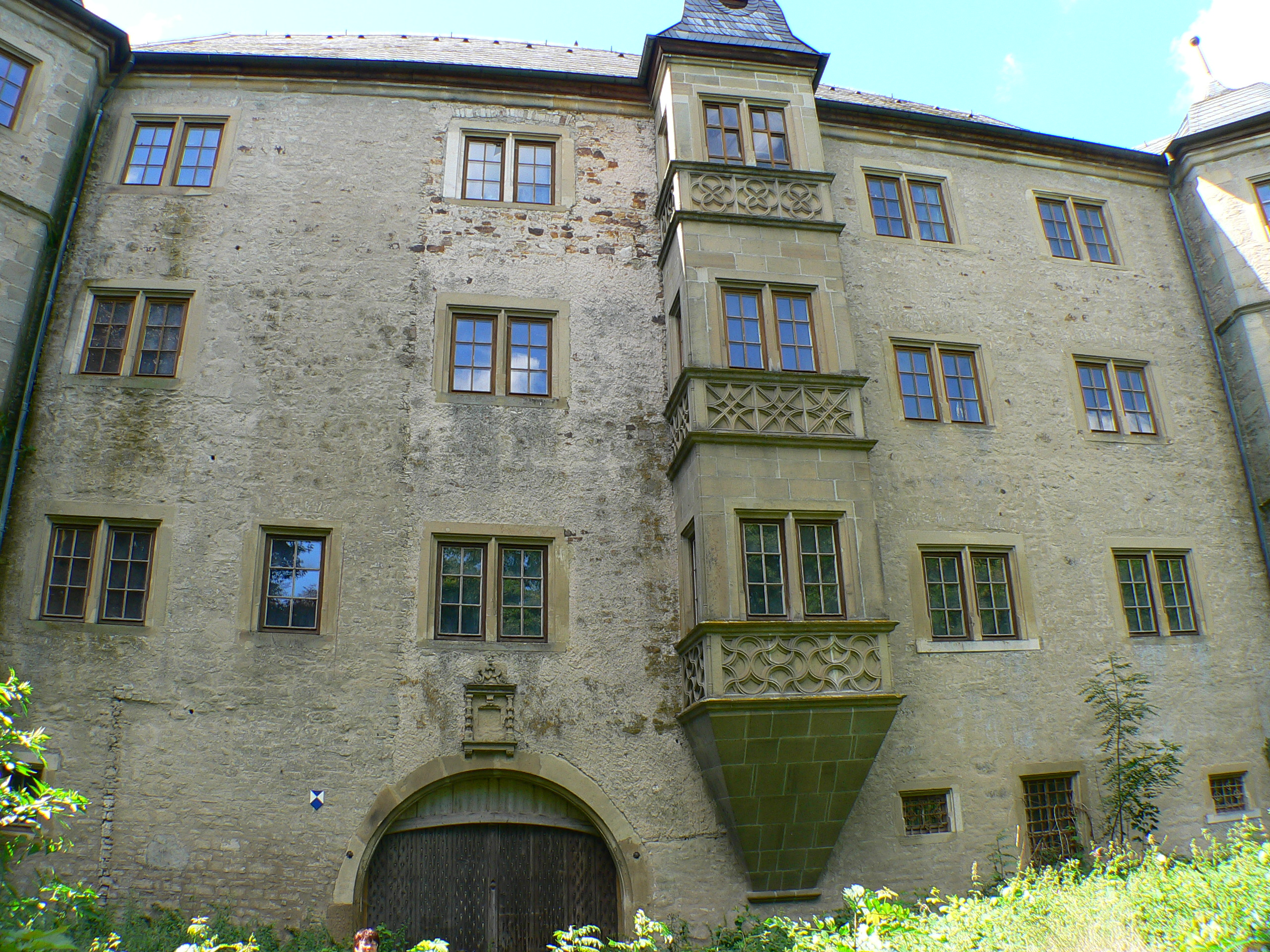
Schloss Wetzhausen

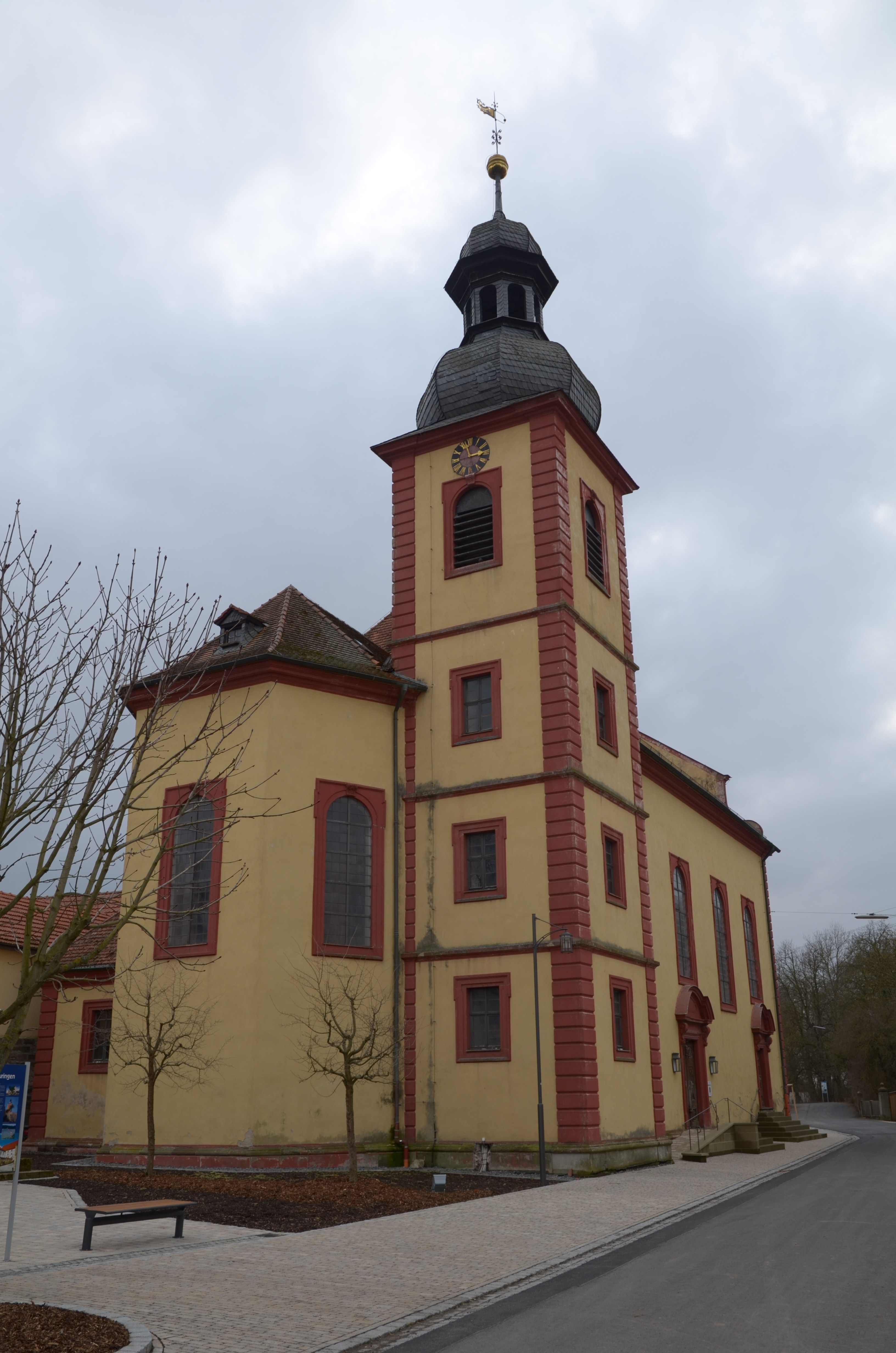
Die Martinskirche zu Wetzhausen

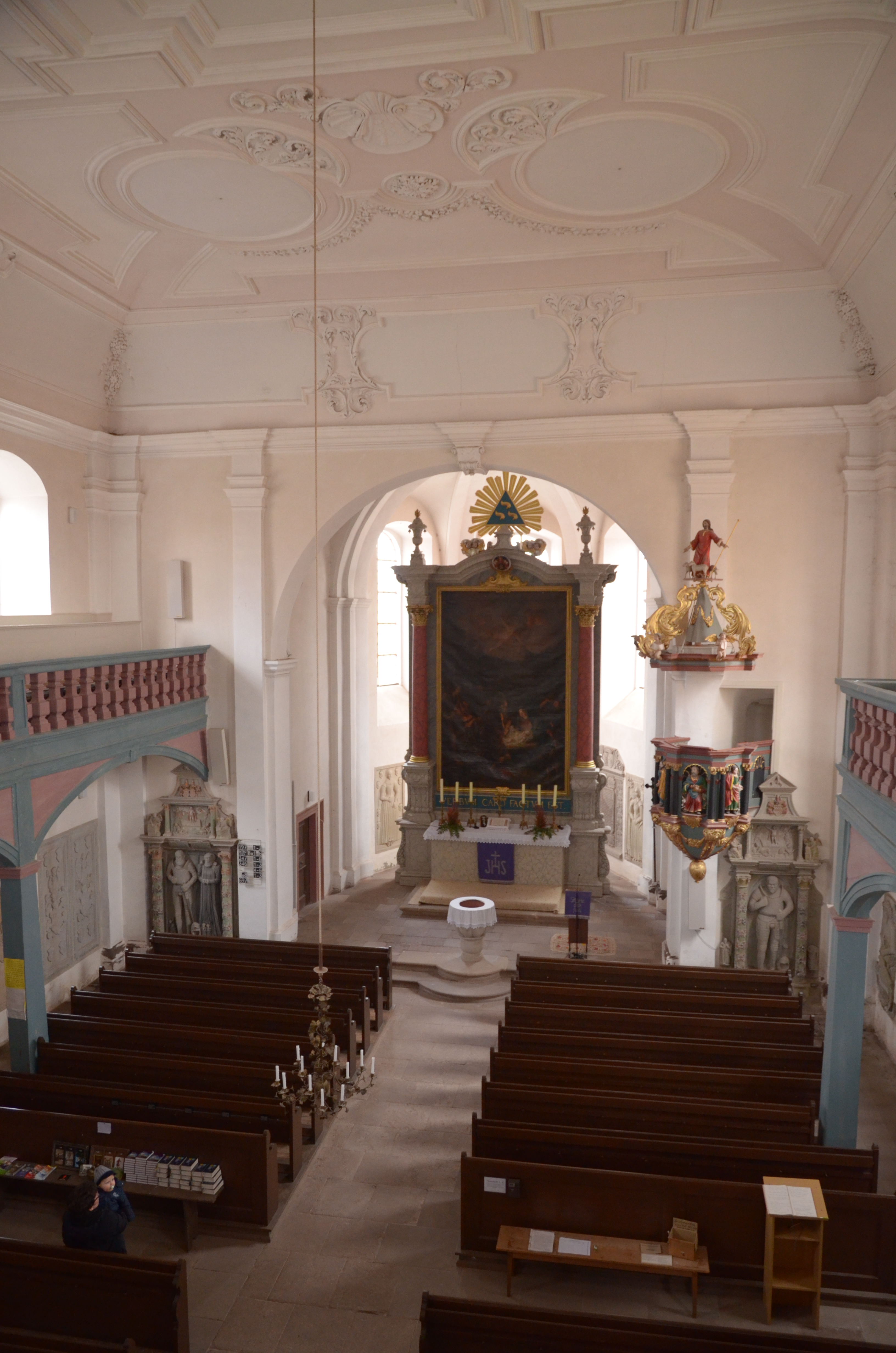
Martinskirche, Innenraum

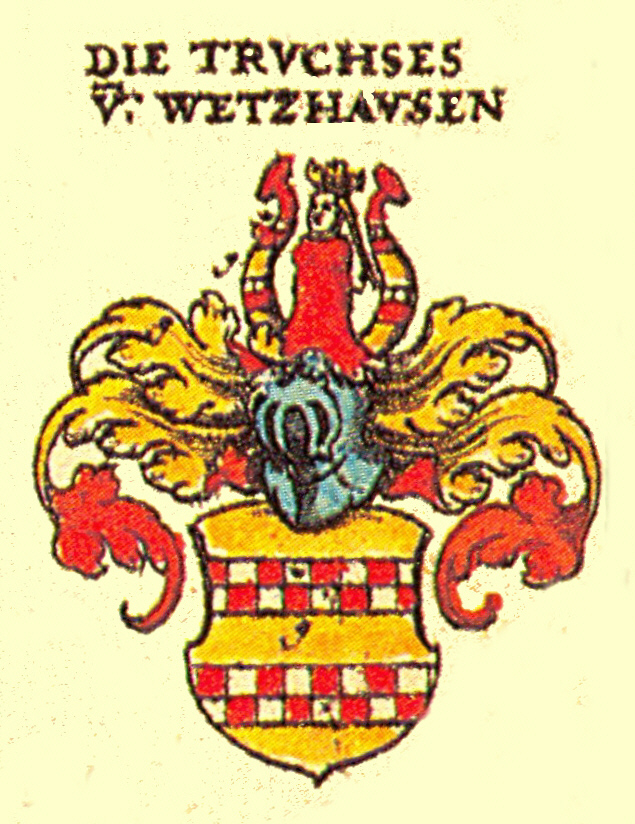
Wappen der Familie Truchseß von Wetzhausen

Wetzhausen ein Gemeindeteil des Marktes Stadtlauringen im unterfränkischen Landkreis Schweinfurt in Bayern.

## Geographie
Wetzhausen liegt circa vier Kilometer östlich von Stadtlauringen am Fuße des Laubhügels, der zweithöchsten Erhebung der Haßberge. Von diesem Gipfelpunkt aus liegt Wetzhausen circa drei Kilometer südlich. Das Pfarrdorf hat etwa 160 Einwohner. Nachbardörfer sind Birnfeld, Mailes, Nassach, Sulzdorf und Wettringen.

## Geschichte
Der Ort wurde vermutlich um das Jahr 700 n. Chr. gegründet. Seit Mitte des 14. Jahrhunderts ist das Schloss Wetzhausen der Stammsitz des Geschlechts der Truchseß von Wetzhausen, welche zur Reichsritterschaft gehörten. Die ehemalige Burg wurde im Bauernkrieg zerstört, ab 1569 wieder aufgebaut und danach mehrmals umgebaut. Als Ganerbenburg wurde das Schloss von zwei Truchseß-Linien bewohnt und verfügt daher über zwei Rittersäle. Es ist eine Vierflügelanlage von je etwa 30 Metern Länge, mit fast quadratischem Innenhof. Ab 1976 wurden Dach, Fassade und Statik des denkmalgeschützten Schlosses mit staatlichen Zuschüssen erneuert, im Inneren ist es jedoch aufgrund langen Leerstands unsaniert und teilweise verfallen. Es wurde unter anderem als Tonstudio verwendet und für universitäre Übungen des Bamberger Masterstudiengangs Denkmalpflege und Filmaufnahmen genutzt. Das Engagement für die Denkmalpflege wurde mehrmals prämiert, auch außerhalb von Bayern. Das Schloss wurde im Jahre 2017 von der Familie Truchseß an den Schweizer Künstler Daniel Eggli verkauft.
Am 1. Mai 1978 wurde die bis dahin selbständige Gemeinde in den Markt Stadtlauringen eingegliedert.

## Religionen
Das Dorf ist seit 1546, als dort im Laufe der Reformation der erste evangelische Prediger eingesetzt wurde, überwiegend evangelisch-lutherisch. Seit 1968 ist das bei Wetzhausen gelegene Schloss Craheim Sitz eines ökumenischen Tagungszentrums und der Lebensgemeinschaft für die Einheit der Christen e. V.

## Kultur und Sehenswürdigkeiten

### Baudenkmäler
- Schloss Wetzhausen von 1528

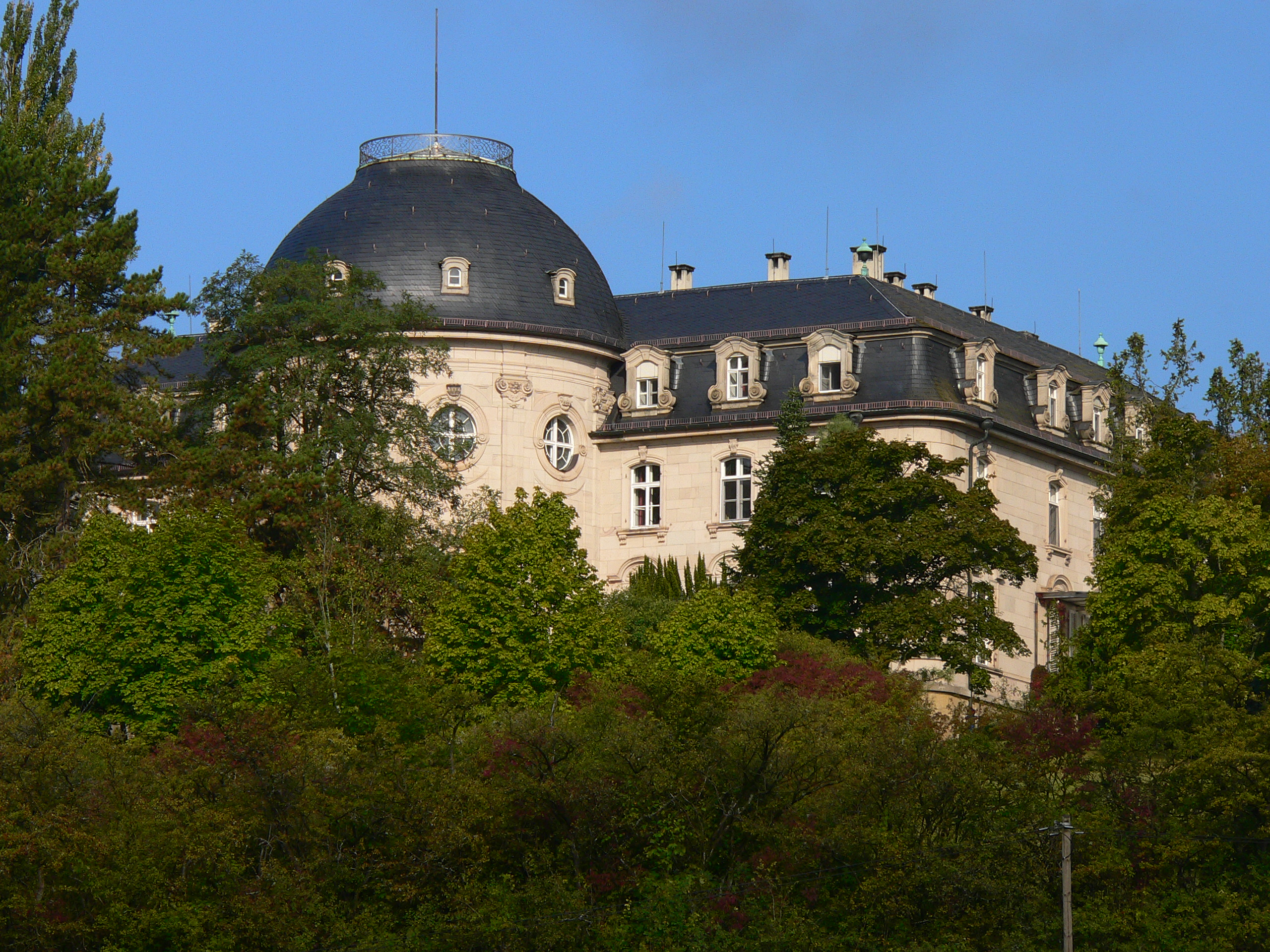
Schloss Craheim

- Barock-Kirche von 1708 mit sehr vielen Epitaphen, erbaut von Veit Heinrich Truchseß von Wetzhausen
- Fachwerkhäuser im Dorfkern
- Schloss Craheim 1908 bis 1910 erbaut – außerhalb des Dorfes in Richtung Birnfeld

### Theater
Es existiert eine Theatergruppe unter der Leitung der Schriftstellerin und Regisseurin Anne Maar, der Tochter von Paul Maar. Diese Gruppe, das Theater Alte Scheune, führt jährlich im ersten Quartal ein jeweils neu einstudiertes Stück auf.
1948 bis 1955 beherbergte das alte Schloss in Wetzhausen das Fränkische Theater, das heute in Maßbach beheimatet ist.
Später fiel das „Schloss Wetzhausen in einen morbiden Dämmerschlaf. Früher lebte hier eine Künstlerkommune, in der Michael Ballhaus aufwuchs“.

### Filme in Wetzhausen
Für ein kleines Dorf wie Wetzhausen ist es recht ungewöhnlich, bereits mehrmals als Kulisse für Filmaufnahmen gedient zu haben:
- 1975 wurde der Film Das Amulett des Todes zu einem großen Teil in Wetzhausen gedreht.
- In den Jahren danach wurde ein unvollendet gebliebener Film in Wetzhausen und Schloss Craheim gedreht. Für die Kamera war ebenfalls Michael Ballhaus verantwortlich. Genaueres über den Inhalt dieses Films ist unbekannt.
- 2003 wurden einige Szenen für den Film Sams in Gefahr in Wetzhausen und Schloss Craheim gedreht.

### Musik
Aufgrund der Partnerschaft zu einer evangelischen Kirchengemeinde in Tansania existiert ein Tansania-Chor. Hin und wieder findet in der Kirche ein Konzert der Fränkischen Orgeltage statt.

## Persönlichkeiten
- Eduard Gräf (1870–1936), Politiker (SPD), Vizepräsident des preußischen Staatsrates
- Conrad Westphal, (1891–1976)  Maler
- Oskar Ballhaus, (um 1900/1905 bis 1972 in München) Schauspieler, Theaterregisseur, Gründer und Theaterleiter seines Fränkischen Theaters
- Lena Hutter, (1911–2003 in Maßbach, Unterfranken) Schauspielerin, Gründerin und Theaterleiterin des Fränkischen Theaters Schloss Maßbach
- Michael Ballhaus (1935–2017), einer der bedeutendsten Kameramänner des deutschen und internationalen Films
- Chris Bezzel, (1937–2015) Schriftsteller und Linguist
- Anne Maar, (* 1965) Kinderbuchautorin, Theaterregisseurin und Leiterin des Fränkischen Theaters Schloss Maßbach